# VinFast Klara S
VinFast Klara S là mẫu xe máy chạy bằng năng lượng điện thứ năm của VinFast (một công ty con của Tập đoàn Vingroup) ra mắt ngày 26 tháng 12 năm 2019.

## Tên gọi
VinFast viết tắt của cụm từ "Việt Nam – Phong cách – An toàn – Sáng tạo – Tiên phong." Klara trong tiếng Thụy Điển có nghĩa là trong sáng, rõ ràng, rực rỡ. Xe máy điện VinFast Klara cả hai phiên bản pin và acquy ra mắt 2018 đều được thiết kế bới Torino Design

## Cấu hình
VinFast Klara S có 7 màu, giá bán cả VAT là 39.900.000 đ. Động cơ Bosch công suất 1.200 w, sử dụng 2 viên pin Li-ion 22 Ah, 50,4 V, tuổi thọ 1.000 lần sạc, quãng đường đi được 120km ở tốc độ 30km/h sau mỗi lần sạc đầy. Xe đạt chuẩn IP 57 và 67, tích hợp eSIM, định vị GPS qua GSM hoặc Bluetooth, leo dốc 10°, cốp dung tích 17 lít, đèn led, màn hình kỹ thuật số 4,5 inch. Khung xe chịu lực 750kg.

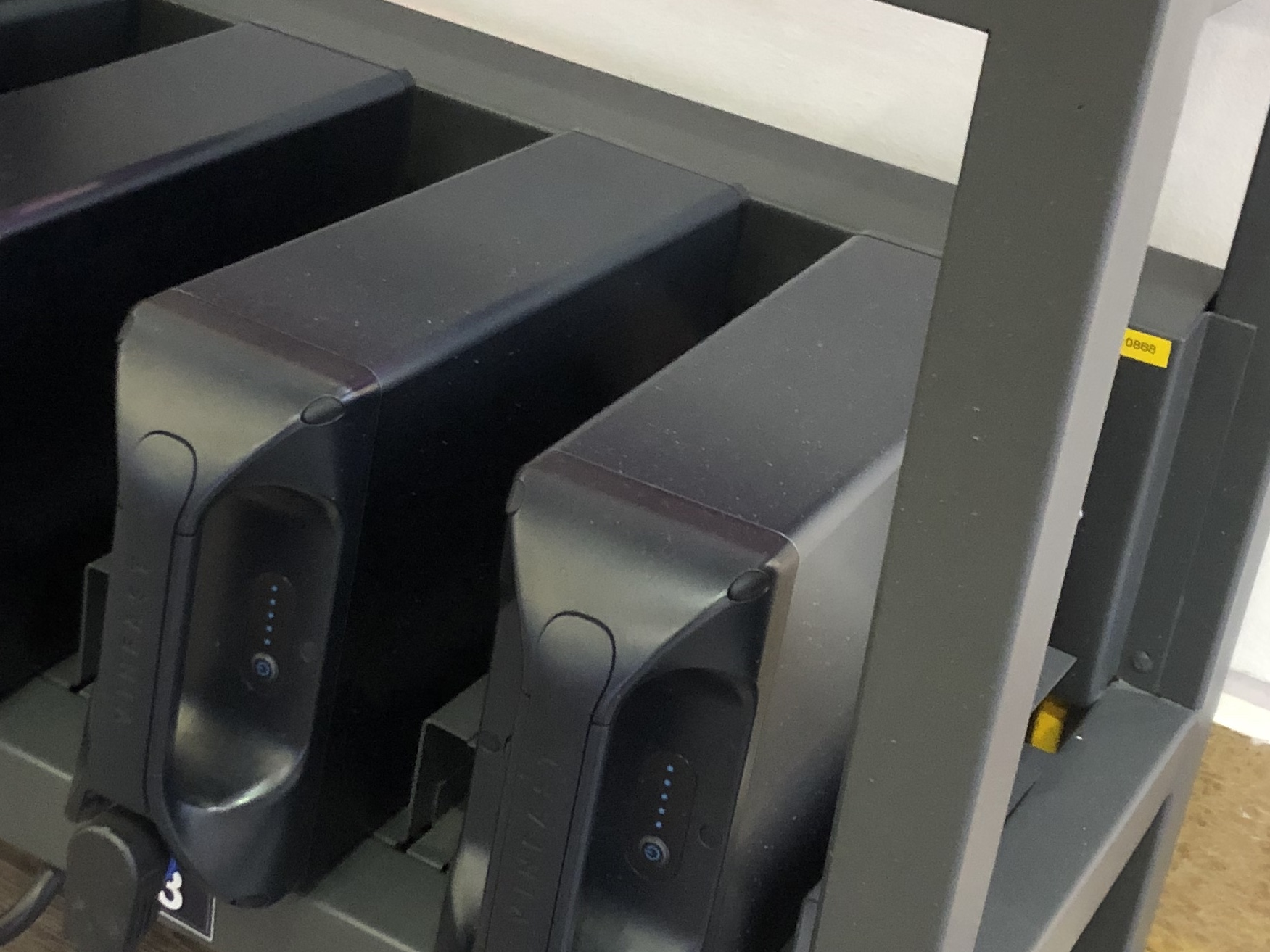
Pin Lithium ion

Ngày 1 tháng 6 năm 2020, VF công bố giá bán pin Lithium ion LG Chem-VinFast (dành cho dòng xe máy điện VinFast Klara S, Impes và Ludo) là 6.600.000 VND trong tháng 6/2020, từ tháng 7/2020 sẽ là 8.600.000 VND.

## Hình ảnh

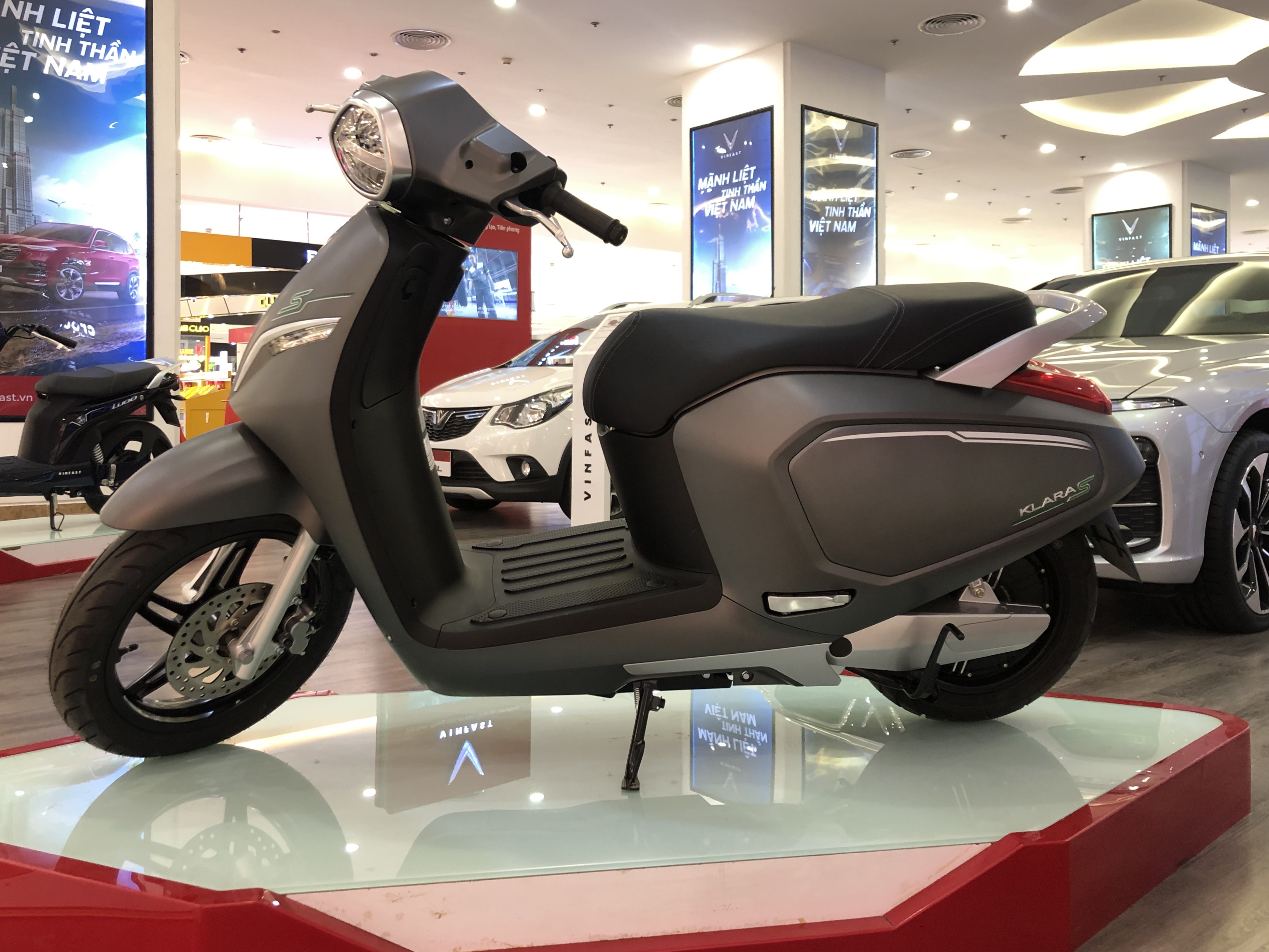
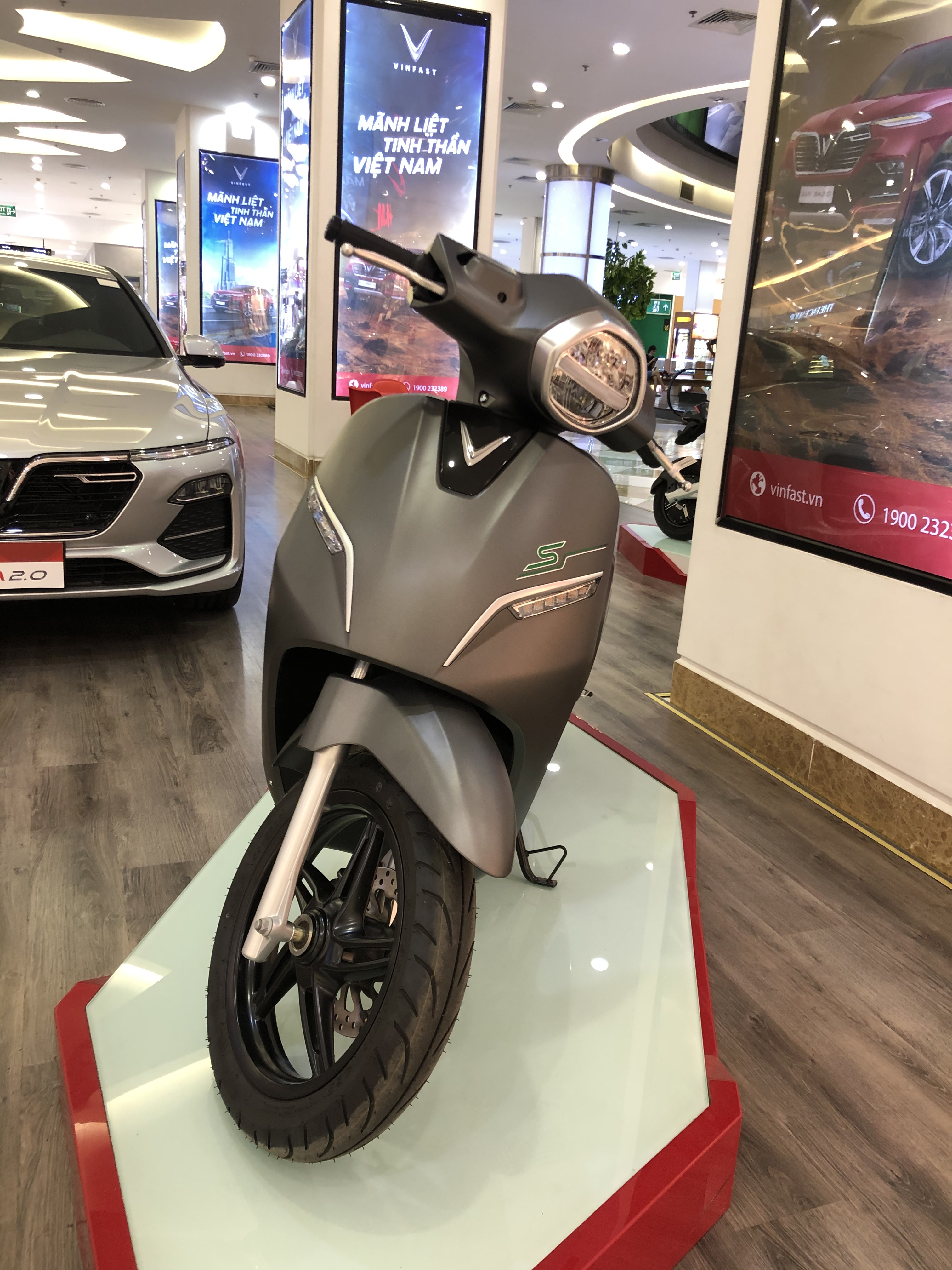
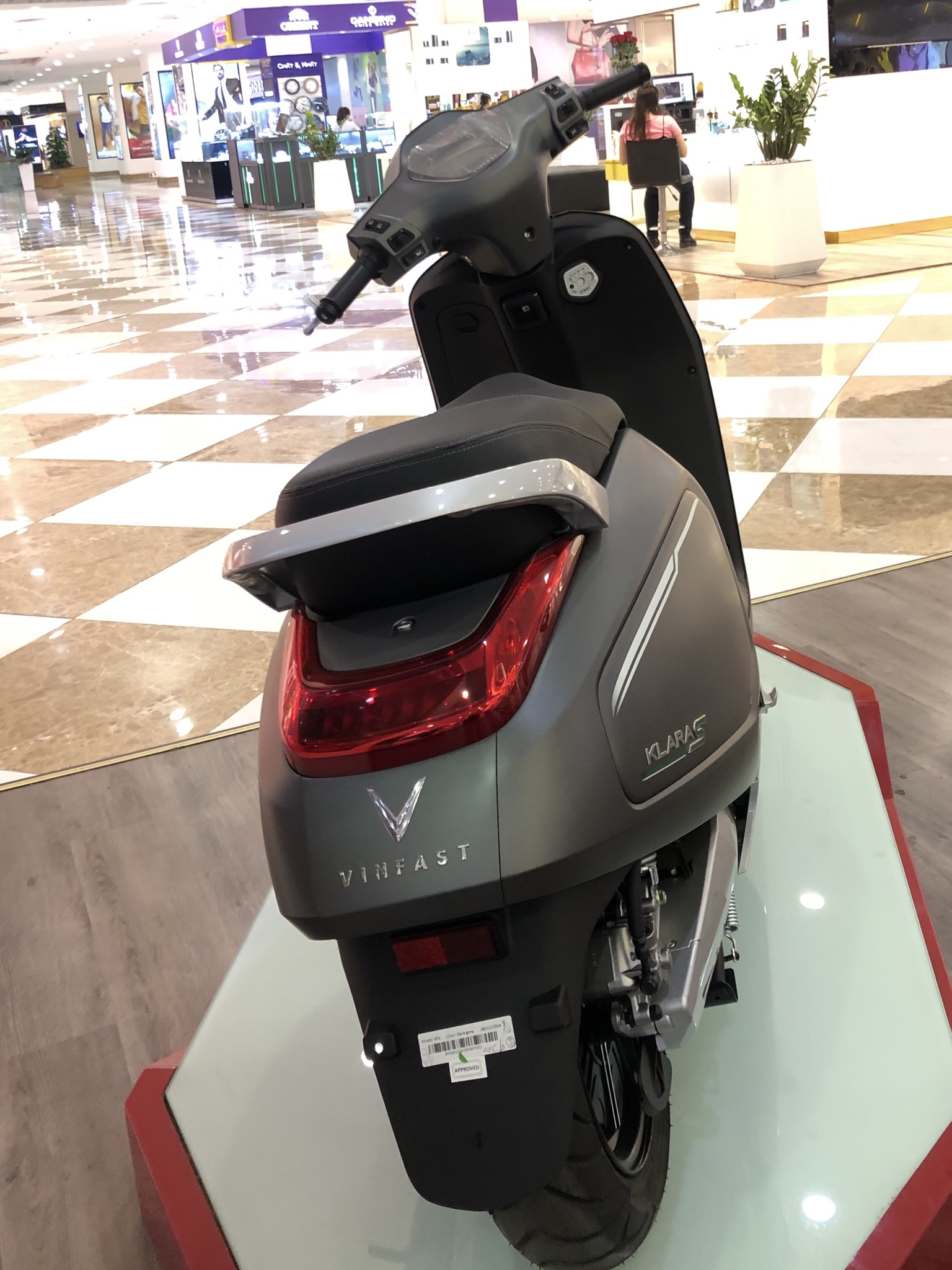
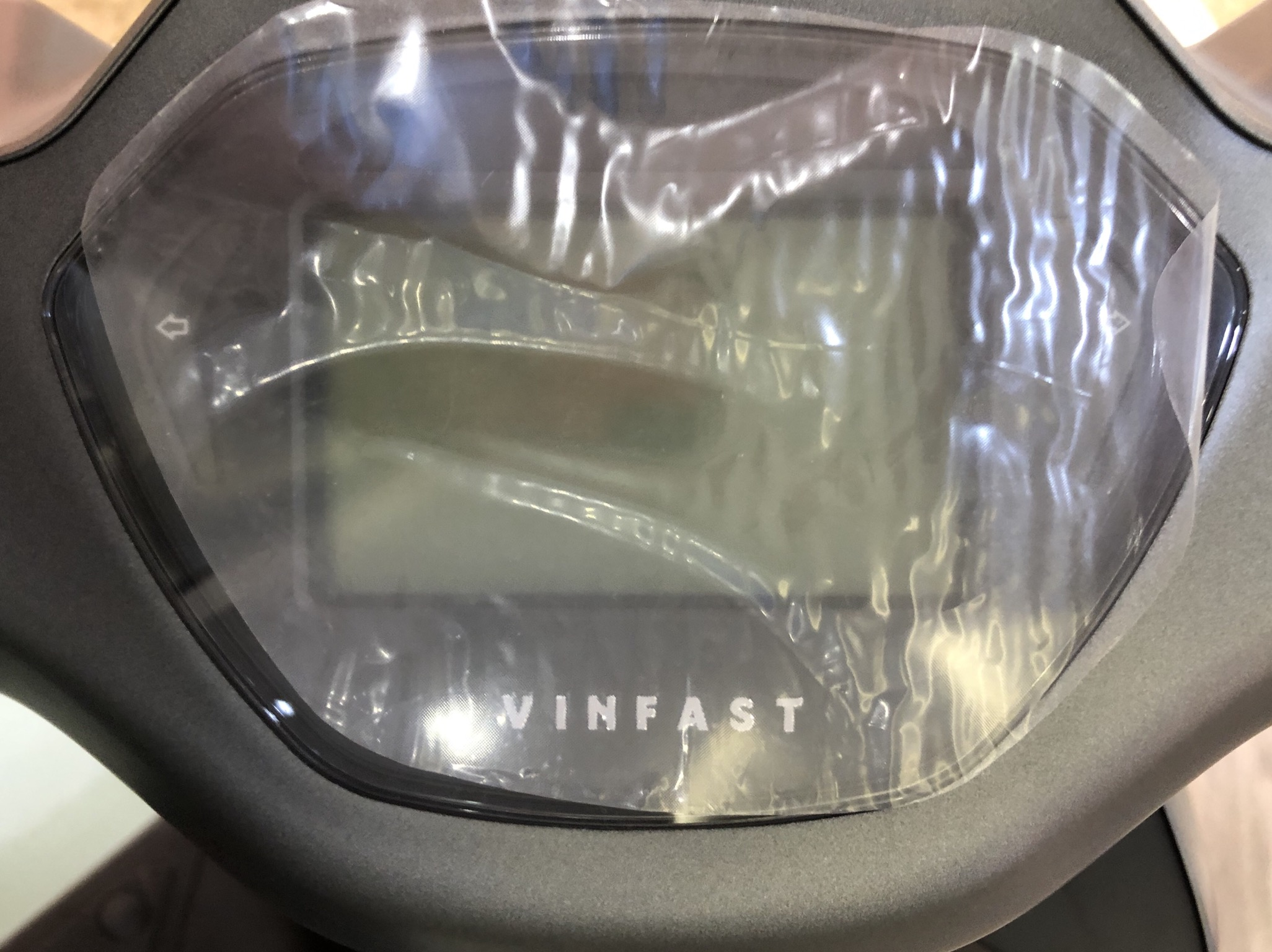
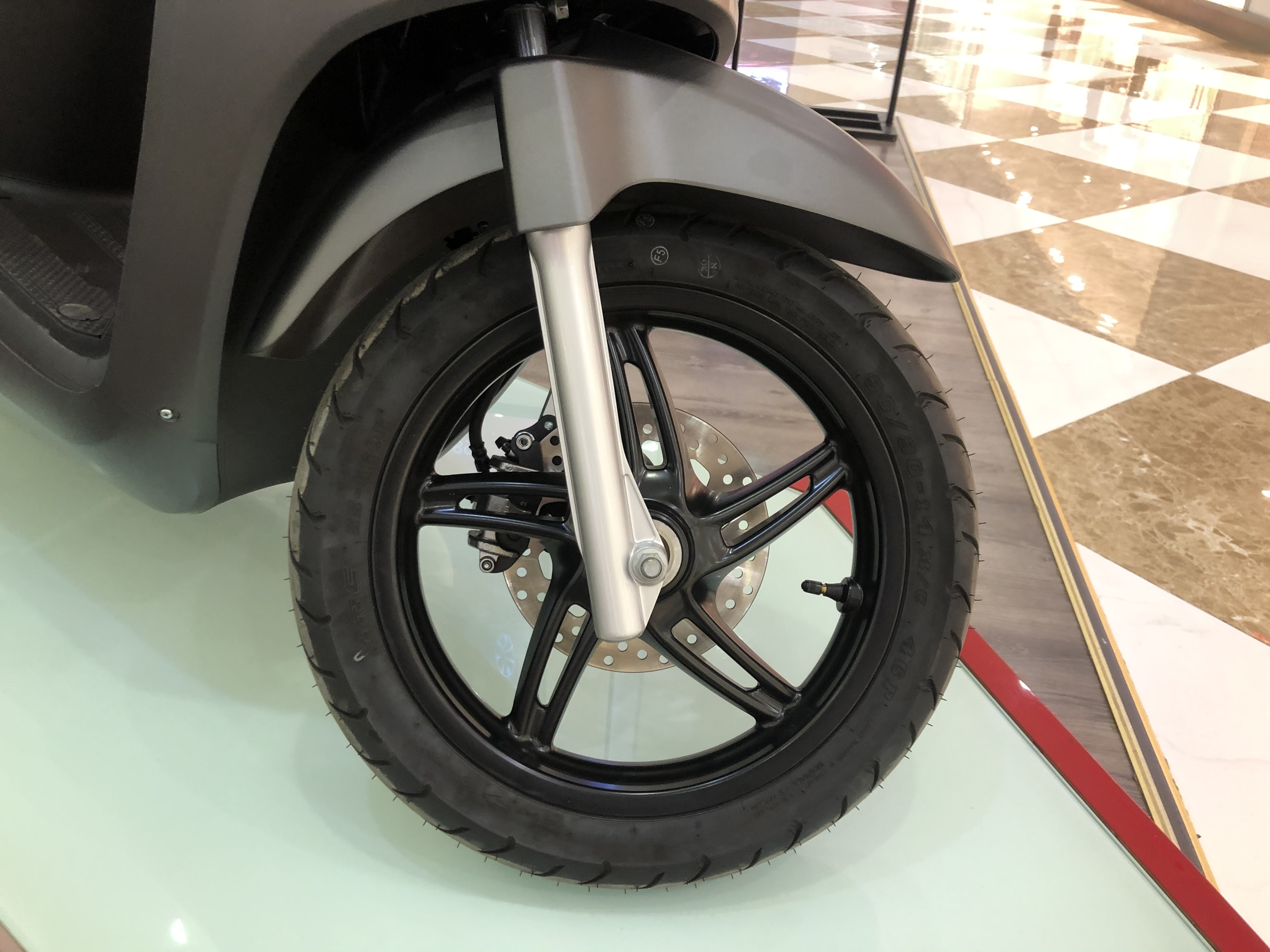
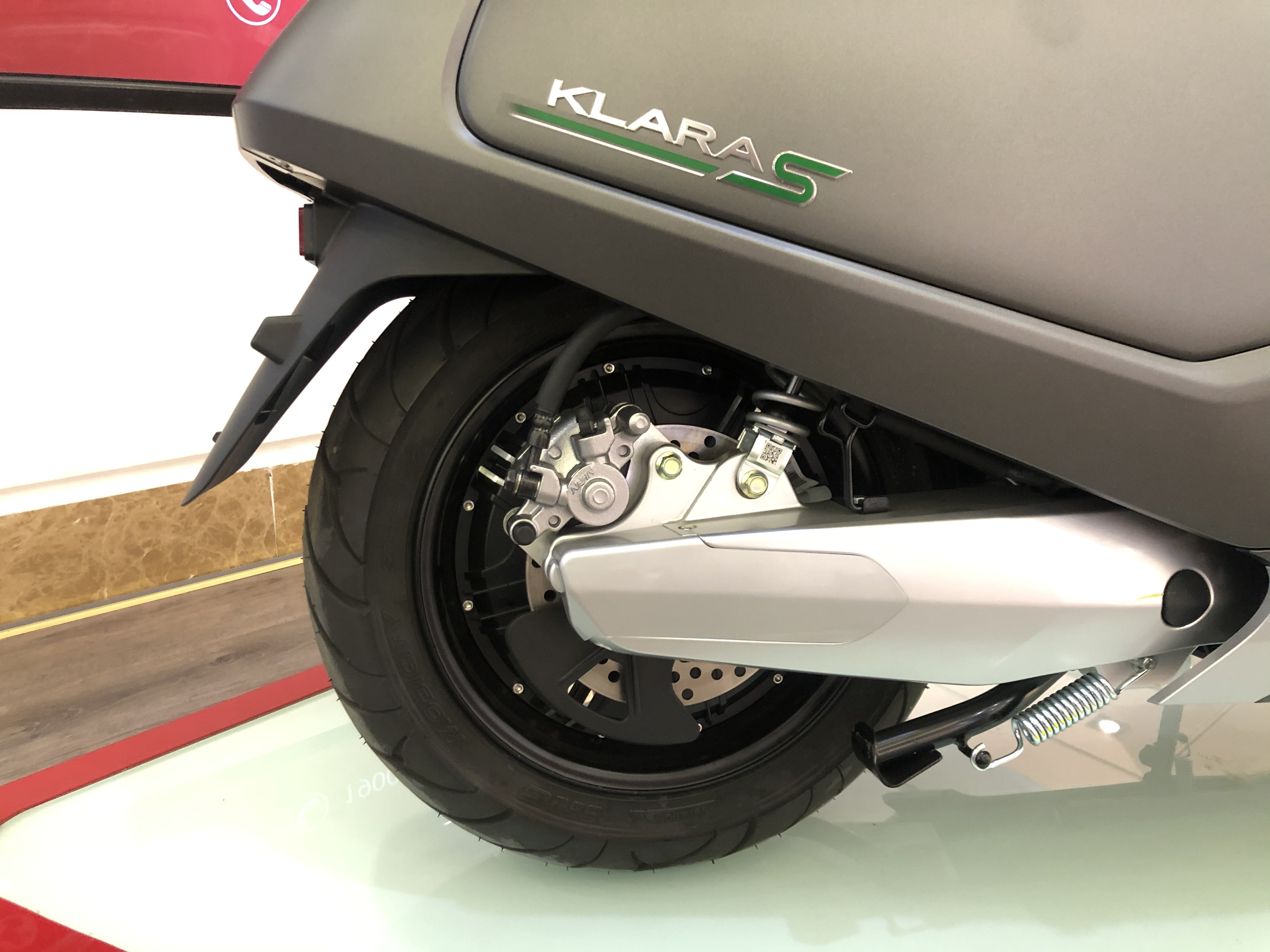
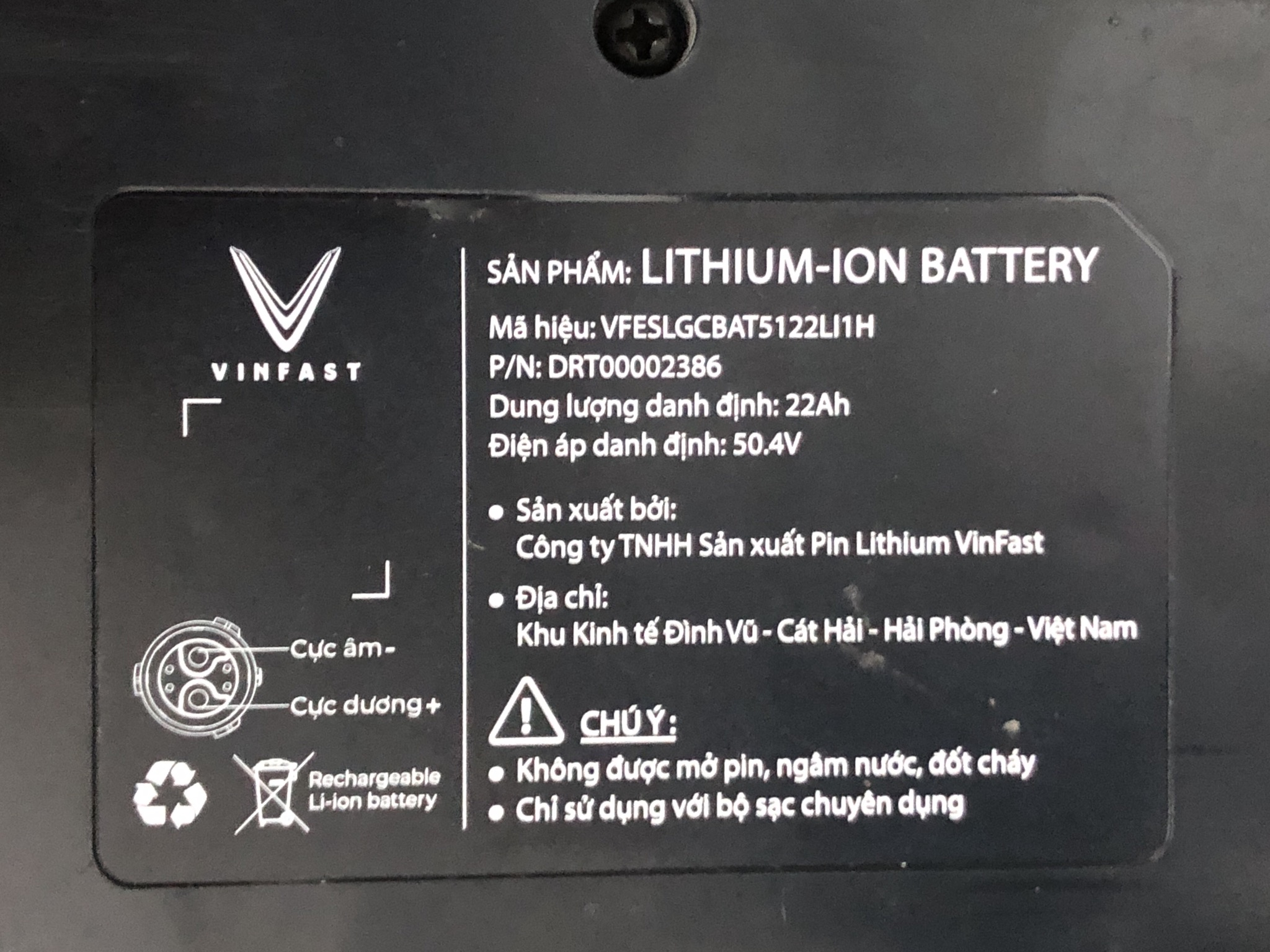
Pin